# 371220 Angers
371220 Angers è un asteroide della fascia principale. Scoperto nel 2006, presenta un'orbita caratterizzata da un semiasse maggiore pari a 2,7530258 UA e da un'eccentricità di 0,1576642, inclinata di 8,70800° rispetto all'eclittica.